# Honoré-Charles d'Albert de Luynes
Honoré-Charles d'Albert, (né en 1669, et tué le 9 septembre 1704 au siège de Landau in der Pfalz) 3e duc de Chevreuse, duc de Montfort et seigneurie de Chevreuse (1669-1704), est un militaire français et pair de France sous la cour de roi Louis XIV.

## Biographie
Fils de Charles-Honoré d'Albert, 3e duc de Luynes, et Jeanne-Marie-Thérèse Colbert.
Il était le petit-fils de Louis-Charles d'Albert de Luynes, 2e duc de Luynes et de Louise-Marie Séguier.
Il entre dans l'armée comme mousquetaire en 1688 et est nommé le 14 septembre de la même année quatrième cornette (grade d'officier subalterne) dans la cavalerie des Chevau-légers de la Garde. Durant la campagne de cette année-là, il servit dans l'armée du Monseigneur (Le Dauphin) et fut présent aux sièges de Philippsburg, Mannheim et Frankenthal. A son retour de campagne, son père lui transfère la possession du duché de Chevreuse avec le titre de « Montfort ».
Entre 1689 et 1690, il sert dans la cavalerie en Allemagne. En 1691, il fut légèrement blessé au siège de Mons ; Le 29 mai, il reçoit le titre de maître de camp de cavalerie et en septembre, il combat vaillamment à la bataille de Leuze. En 1692, il participe au siège de Namur et aux batailles de Steenkerque et de Tongres, où il est blessé.
Le 23 mars 1693, il devient troisième cornet de l'unité qui combat cette année-là à la bataille de Neerwinden et au siège de Charleroi. Il continua à servir en Flandre jusqu'à la fin de la guerre, occupant les postes de second cornet (23 mars 1693), brigadier de cavalerie (3 janvier 1696), premier cornet (1er avril 1697), lieutenant de la cavalerie des Chevau-légers après la démission de son père (1 er janvier 1702) et maréchal de camp (29 janvier 1702).
En 1698, il sert comme brigadier au camp du Coudun près de Compiègne puis dans l'armée allemande, où il est affecté le 21 juin 1701 au début de la guerre de Succession d'Espagne.
Le 21 avril 1702, il est nommé maréchal de camp dans l'armée de Flandre, participant aux combats de Nimègue, et l'année suivante à la bataille d'Ekeren. En 1704, il se rendit avec l'armée des Flandres en Alsace. Il fut envoyé pour escorter un convoi transportant de l'argent jusqu'à Landau. Après avoir accompli la mission, sur le chemin du retour, à Belliken, il rencontra plusieurs pelotons ennemis et attaqua courageusement. Au cours de la bataille, il a été touché à la taille par une balle de pistolet. Il a été emmené au quartier général de Landcadale et est décédé deux heures plus tard.

Selon le duc de Saint-Simon, les causes de la mort de Montfort sont les suivantes : 
Après la lourde défaite de la deuxième bataille de Höchstädt, les maréchaux français ont dû se replier au-delà du Rhin et concentrer leurs forces autour de Haguenau. Craignant que l'ennemi n'assiège la ville de Landau, le maréchal de Villeroi ne fit que renforcer la garnison, refusant de défendre la ville avec des troupes régulières.
La colère des officiers à ce moment-là était indescriptible. Peu de temps après, je reçus une lettre du duc de Montfort, mon cher ami, dans laquelle il écrivait qu'à son retour il briserait son épée et deviendrait député. Il a toujours servi sous le maréchal de Villeroi. La lettre était pleine de désespoir, et connaissant son tempérament fougueux et son courage, je craignais qu'il ne fasse quelque chose d'imprudent sur le champ de bataille, alors je lui ai écrit pour lui conseiller de ne pas risquer sa vie en vain. Il s’avère que mon intuition était juste.
Montfort s'est porté volontaire pour être le commandant du convoi transportant l'argent. Villeroi refusa deux fois, prétextant que ce n'était pas le rôle d'un général, mais la troisième fois, il accepta à contrecœur, juste pour échapper aux instances persistantes.
Il a accompli la mission sans aucun problème et a livré l'argent en toute sécurité à Landau. Sur le chemin du retour, alors qu'il marchait à la fin du groupe, il vit passer au galop un groupe de cavalerie légère ennemie. Il a eu l'idée de les attaquer à la manière de la cavalerie, à la manière des carabiniers. Les gens ont essayé de l'arrêter, mais bientôt, lui et deux officiers ont réussi à se détacher du groupe et à le poursuivre. Ces ennemis rusés tournoyèrent, puis feignirent de battre en retraite, divisèrent leur formation, puis se retournèrent brusquement pour se rapprocher. Montfort, absorbé par sa poursuite, fut soudain encerclé et touché à la taille par un coup de carabine qui lui brisa la colonne vertébrale. Ils ont juste eu le temps de l'emmener aux urgences.
Il confessa ses péchés avec un repentir sincère, déplora la vie qu'il avait menée et, en arrivant au quartier général, rendit presque immédiatement son dernier souffle. Il n’avait pas encore trente-cinq ans à l’époque et seulement cinq ans de plus que moi.
Etant un ami proche de lui et de sa famille, permettez-moi de dire quelques mots à son sujet : un intellect vif, une éducation agréable et un charme naturel qui fait oublier sa petite corpulence trapue et son visage marqué de cicatrices. Il était courageux jusqu'à l'insouciance, très diligent, avait un talent militaire naturel, était juste et simple dans son discours et son comportement envers ses soldats, ce qui ne diminuait pas le respect qu'ils avaient pour lui. Et la chose la plus rare : malgré son ambition, il était toujours extrêmement honnête. Ses yeux brillants, sa nature douce et généreuse, son honnêteté et sa sincérité — tout cela faisait de lui une personne aimable, rendant sa présence un véritable plaisir. Il est loyal en amitié, chérit beaucoup l'amitié, bien que très exigeant. Le meilleur fils, le meilleur mari, le meilleur frère et le commandant le plus respecté, aimé de toute sa compagnie de cavalerie légère.
Il était proche de Tallard et de Marsin, ainsi que du prince de Conti, qui le voyait souvent chez le duc de Luxembourg — qui le considérait comme son propre fils. Il était également particulièrement apprécié du duc d'Orléans et entretenait de si bons termes avec le duc de Bourgogne que l'on commença à considérer sa position à la cour. Le roi lui parlait aussi souvent agréablement et lui accordait de nombreuses faveurs. Bien qu'il fût jeune, il était respecté par la cour, mais cela ne signifiait pas qu'il était éloigné de ses pairs, car son comportement adoucissait même les jaloux.
Sa jeunesse fut si sévèrement restreinte qu'il se livra plus tard à une vie dissolue, dégoûté du travail - quelque chose que le roi considérait comme une grande vertu. Cela a causé un préjudice considérable à sa carrière. Mais il décida ensuite d’abandonner cette voie, et cette décision l’aida à regagner sa position aux yeux du roi.
Notre amitié fut cimentée par mes relations intimes avec son père, le duc de Chevreuse, et avec M. de Beauvilliers. La similitude des intérêts, de la personnalité, de l’amour et de la haine, des pensées et du comportement fait que nous ne nous cachons rien d’important. Vivre ensemble dans la dynastie nous a rapprochés. Sa femme et Madame de Lévi, sa sœur, étaient des amies intimes de ma femme, que Madame de Chevreuse et Madame de Beauvilliers considéraient comme leur propre fille. Lorsque nous étions séparés par les circonstances, nous nous écrivions toujours d’innombrables lettres.

Sa mort a été la perte la plus amère de ma vie. Même si les années ont passé, la douleur demeure. Vous pouvez imaginer la douleur que ressentait sa famille. À cette époque, ses enfants étaient encore des nourrissons.

## Mariage et descendance
En 1694, il épouse Marie-Anne-Jeanne de Courcillon de Dangeau, fille de Philippe de Courcillon de Dangeau, qui lui donna deux enfants, dont :
- Charles-Philippe d'Albert de Luynes (1695-1758), quatrième duc de Luynes après son grand-père; marié en 1710 à Louise-Léontine de Bourbon-Soissons, princesse de Neuchâtel (1696-1721); fille du chevalier de Soissons et par là héritière en partie des Orléans-Longueville : Dunois, Noyers, Bonnétable, Coulommiers, et prétentions théoriques sur Neuchâtel et Valangin) : d'où la suite des ducs de Luynes
- Paul d'Albert de Luynes (1703-1788), cardinal et archevêque de Sens.